# Howell Peak
Der Howell Peak ist ein 1750 m hoher und kleiner Berggipfel im ostantarktischen Viktorialand. In den Usarp Mountains ragt er am nordwestlichen Ende der Daniels Range auf.
Der United States Geological Survey kartierte ihn anhand eigener Vermessungen und mithilfe von Luftaufnahmen der United States Navy aus den Jahren von 1960 bis 1962. Das Advisory Committee on Antarctic Names benannte ihn 1970 nach dem Meteorologen Kenneth R. Howell, der für das United States Antarctic Program zwischen 1967 und 1968 auf der Amundsen-Scott-Südpolstation tätig war.